# 536
Раннє Середньовіччя. У Східній Римській імперії триває правління Юстиніана I. Наймогутнішими державами в Європі є Остготське королівство на Апеннінському півострові та Франкське королівство, розділене на частини між синами Хлодвіга. Іберію займає Вестготське королівство, у Тисо-Дунайській низовині лежить Королівство гепідів. В Англії розпочався період гептархії.
У Китаї період Північних та Південних династій. На півдні править династія Лян, на півночі Північна Вей розпалася на Східну Вей та Західну Вей. В Індії правління імперії Гуптів. В Японії триває період Ямато. У Персії править династія Сассанідів.
На території лісостепової України в VI столітті виділяють пеньківську й празьку археологічні культури. VI століття стало початком швидкого розселення слов'ян. У Північному Причорномор'ї співіснують різні кочові племена, зокрема гуни, сармати, булгари, алани.

## Події
- Як і минулого року всюди в світі стояла холодна погода. 536-й рік за версією американських вчених — найгірший рік за останні два тисячоліття[1]. Внаслідок виверження вулкану сонце світило як місяць, що призвело до зниження температури на 1,5-2,5 градуси влітку і неврожаю.
- Похолодання 536 року стало всього лише початком пізньоатлантичного малого льодовикового періоду, що тривав приблизно до 650 року нашої ери та збігся з істотними змінами в житті багатьох народів Європи, Азії та Америки.[2]
- Весною виникли заворушення в Північній Африці, й візантійський імператор Юстиніан I послав туди свого кузена Германа. Велізарій приплив у Карфаген із Сицилії й поклав край повстанню.
- Улітку візантійський полководець Велізарій, посланий вибити остготів з Італії, перебрався через Мессінську протоку. У жовтні він захопив Неаполь.
- 9 грудня Велізарій увійшов у Рим, остготський гарнізон якого ретирувався. Велізарій почав готувати місто до оборони й послав до імператора за підкріпленнями.
- Король остготів Теодат віддав франкам Прованс і верхню Алеманію, щоб заручитися їхньою підтримкою у війні. Він послав їх у Далмацію. Франки перемогли візантійців і відбили столицю провінції Салону, але візантійці зуміли повернути собі місто.
- У Равенні Вітігес скинув і вбив Теодата, ставши новим королем остготів.
- Розпочався понтифікат Сільверія.

## Померли
- Агапіт I, Папа Римський.
- Теодат, король остготів.